# Margareta Karthäuserin
Margareta Karthäuserin fue una monja dominica del convento de Santa Catarina de Núremberg de mediados del siglo XV, que según algunos historiadores fue enviada a este convento desde el monasterio de Schönensteinbach con el movimiento de la reforma dominica. Destacó por sus habilidades como escriba.
Judy Chicago la incluyó en su obra The Dinner Party.